# Suphanburi Football Club
Suphanburi Football Club (Tailandês: สโมสร ฟุตบอล จังหวัด สุพรรณบุรี) é um clube de futebol profissional da Tailândia, com base na cidade de Suphanburi. Atualmente eles atuam na Thai Premier League e manda os seus jogos no Estádio Municipal de Suphanburi. O Suphanburi foi campeão da extinta Pro League em duas ocasiões, em 2002 e 2004.

## Títulos
- Provincial League: 2002, 2004

## Clubes filiados
- Yokohama F. Marinos
- Chengdu Blades F.C.